# 波因特普萊森
波因特普萊森（英語：Point Pleasant）是美國紐澤西州海洋县的一個城市。據2010年美國人口普查，波因特普萊森有人口18,392,，比2000年減少914人，比1990年增加215人。
该区是一个Jersey Shore社区，位于Manasquan河以南，Beaverdam溪及其与Metedeconk河汇合处的北部和东部。
根据1920年5月19日举行的全民公决结果，1920年4月21日，新泽西州议会通过法案，将布里克镇的部分地区合并为一个区。该区于1928年3月12日重新合并。 普莱森特与普莱森特海滩不同，后者是一个独立的社区。 该区的名字来自于普莱森特海滩，它的名字来自于巴内加半岛的北端，巴内加半岛是一个狭长的屏障半岛，在曼纳斯泉湾将巴内加湾和大西洋分开。

## 歷史
1500年左右，包括未来的波因特普萊森在内的地区是美國原住民萊納佩人的仪式集会场所，他们称其为 "高大的木材之乡"。大约在1665年，第一批欧洲定居者来到该地区，主要是渔民、农民和造船工人。
1850年2月15日，州长丹尼尔-海因斯和新澤西州議會将海洋县从孟莫斯郡分离出来，成立了布里克镇，包括欢乐点地区，该地区于1920年独立于布里克镇，不过邮局一直沿用 "西欢乐点 "的称呼，直到1956年。根据该镇的官方网站，许多长期的居民仍然使用这个名字。该镇的第一任镇长是梅尔维尔-B-帕克，他是在J.H.哈维当选后拒绝该职位后被选中的。该镇最初是一个伐木镇，尽管伐木业从未成为当地经济的重要组成部分。
1925年，马纳斯昆河-湾头运河作为内河航道的一部分建成。这条运河将波因特普萊森分成两半，为船只提供了通道，也是内河航道的最北端，沿着新泽西和佛罗里达之间的大西洋横穿美国东海岸。1964年，参议员Clifford P. Case提出立法，将运河的名字改为波因特普萊森运河。  运河上的两座升降橋位于88号公路和大桥大道，在夏季每天可以打开多达300次，让船只从下面通过，因为海上交通拥有路权。
虽然经常被认为是一个夏季度假胜地，但该区的网站强调它是一个「拥有约19,000名居民的全年社区」。

## 地形
根据美国普查局的数据，该区的总面积为4.17平方英里（10.79平方公里），包括3.49平方英里（9.04平方公里）的土地和0.67平方英里（1.75平方公里）的水域（16.16%）。
该区北面以马纳斯昆河为界，东面以欢乐点海滩和海湾头为界，南面以海狸坝溪为界，西面以布里克镇为界；该区还与大洋县的曼托洛金和孟莫斯郡的布里埃尔接壤。

## 人口統計資料
| 调查年                                                 | 人口   | 备注 | %±     |
| ------------------------------------------------------ | ------ | ---- | ------ |
| 1930                                                   | 2,058  |      | —      |
| 1940                                                   | 2,082  |      | 1.2%   |
| 1950                                                   | 4,009  |      | 92.6%  |
| 1960                                                   | 10,182 |      | 154.0% |
| 1970                                                   | 15,968 |      | 56.8%  |
| 1980                                                   | 17,747 |      | 11.1%  |
| 1990                                                   | 18,177 |      | 2.4%   |
| 2000                                                   | 19,306 |      | 6.2%   |
| 2010                                                   | 18,392 |      | −4.7%  |
| 2020                                                   | 18,941 |      | 3.0%   |
| Population sources: 1930–2000 1930 1930–1990 2000 2010 |        |      |        |

### Census 2010
2010年美国人口普查显示，该区有18,392人，7,273户，4,982个家庭。人口密度为每平方英里5,272.1人（2,035.6/平方公里）。有8,331个住房单位，平均密度为每平方英里2,388.1个（922.1/平方公里）。种族构成为：96.05%（17666）白人，0.41%（75）黑人或非裔美国人，0.13%（24）美国原住民，0.72%（133）亚洲人，0.03%（6）太平洋岛民，1.66%（305）来自其他种族，0.99%（183）来自两个或更多种族。任何种族的西班牙裔或拉丁裔占人口的5.08%（935人） 。
在7273个家庭中，30.0%的家庭有18岁以下的孩子；52.5%的家庭是已婚夫妇共同生活；11.6%的家庭有一个没有丈夫的女性户主，31.5%的家庭为非家庭户。在所有家庭中，25.8%的家庭是由个人组成的，9.9%的家庭有65岁以上的独居者。平均家庭规模为2.52，平均家庭规模为3.03。
22.1%的人口在18岁以下，7.0%在18至24岁，24.3%在25至44岁，32.2%在45至64岁，14.4%在65岁或以上。年龄中位数为43.0岁。每100名女性中，有94.2名男性。每100名18岁及以上的女性中，有92.3名男性。
人口普查局2006-2010年美国社区调查显示，（按2010年通货膨胀调整后的美元计算）家庭收入中位数为78,521美元（误差范围为±3,209美元），家庭收入中位数为94399美元（±4750美元）。男性的收入中位数为67,632美元（±4,111美元），而女性为47,428美元（±5,097美元）。该区的人均收入为36,596美元（±1,783美元）。大约1.8%的家庭和3.6%的人口处于贫困线以下，包括2.5%的18岁以下的人和6.6%的65岁或以上的人 。